# Elizbar Ubilava
Elizbar Ubilava, nacido en Georgia, el 27 de agosto de 1950, es un Gran Maestro Internacional de ajedrez, ahora nacionalizado español. Ubilava es el número 6 de España, en enero de 2008, con un ELO de 2544. Ubilava ha sido entrenador de los campeones del mundo Viswanathan Anand y Anatoly Karpov.
Ubilava tiene un estilo de juego sólido con conceptos muy arraigados. Las aperturas fundamentales del repertorio de Ubilava es el Gambito de dama y la Defensa siciliana con negras.

## Campeonatos de España
En 2005 se proclamó campeón de España de ajedrez rápido con 7/9.
Ubilava ha participado en varios campeonatos de España por equipos con el C.A. Solvay de Cantabria. Sus resultados han sido:
- 2007: Tercer tablero, 3º grupo II División de Honor, 2/3 (+2 =0 -3).
- 2006: Cuarto tablero, 4º grupo II División de Honor, 2/3 (+1 =2 -2).
- 2005: Segundo tablero, 1º Primera División Norte, 2.5/5 (+1 =3 -1).
- 2004: Primer tablero, 1º Primera División, 2.5/5 (+1 =3 -1).

## Olimpiadas
Ubilava jugó con Georgia la Olimpiada de Manila de 1992, terminando en la octava posición por equipos. Jugó en el segundo tablero, realizando 3/8 puntos (+1 = 4 - 3).

## Partidas notables
Vladímir Krámnik - Elizbar Ubilava. Gambito de dama, Ataque Harrwith (D37). Oviedo (1992). 1.d4 d5 2.Cf3 Cf6 3.c4 e6 4.Cc3 Ae7 5.Af4 O-O 6.e3 Cbd7 7.Dc2 c6 8.h3 h6 9.Td1 b6 10.Ae2 Aa6 11.b3 Dc8 12.O-O b5 13.cxb5 cxb5 14.Dd3 b4 15.Dxa6 bxc3 16.Da5 Ce4 17.Tc1 a6 18.Tc2 Db7 19.Ta1 Tfc8 20.Ce1 Ab4 21.Da4 Cdc5 0-1